# Lechia Gdańsk
Lechia Gdańsk je polský fotbalový klub sídlící ve městě Gdaňsk, který byl založen roku 1945. Hřištěm klubu je stadion s názvem PGE Arena s kapacitou 43 165  diváků.

## Úspěchy
- 2× vítěz polského fotbalového poháru (1982/83, 2018/19)[2]
- 1× vítěz polského Superpoháru (1983)[3]

## Historické názvy
- 1945 – Baltia Gdańsk
- 1946 – KS Lechia Gdańsk
- 1950 – Budowlani Gdańsk
- 1955 – BKS (Budowlany Klub Sportowy) Lechia Gdańsk
- 1992 – FC Lechia Gdańsk
- 1995 – Lechia/Olimpia Gdańsk
- 1996 – Lechia Gdańsk
- 1998 – Lechia/Polonia Gdańsk
- 2001 – OSP (Ośrodek Szkolenia Piłkarskiego) Lechia Gdańsk

## Stadion

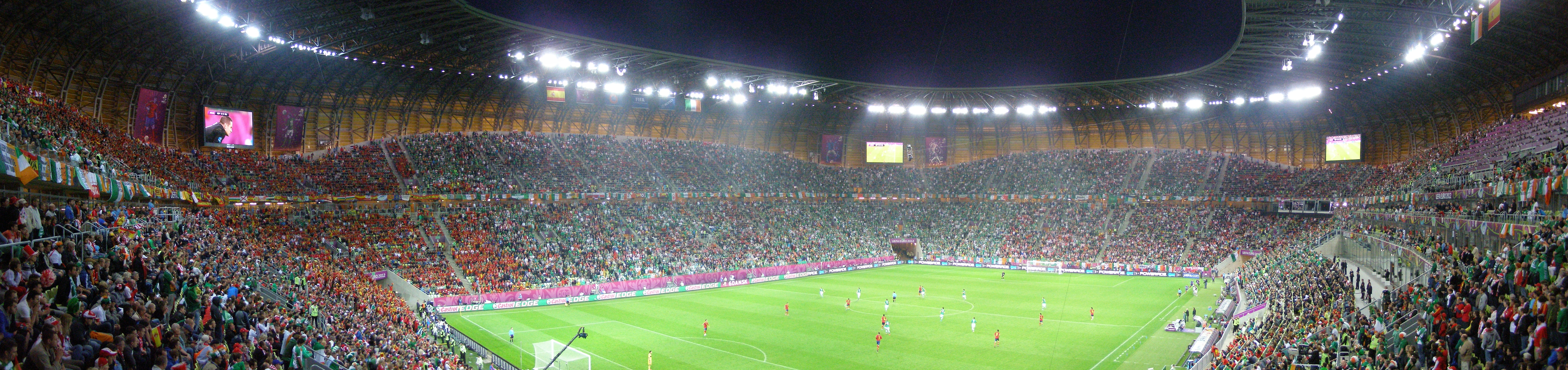
PGE Arena

## Známí hráči
- Tomasz Dawidowski
- Zygmunt Gadecki
- Roman Korynt
- Marek Ługowski
- Sebastian Mila
- Grzegorz Rasiak
- Roman Rogocz
- Grzegorz Szamotulski
- Łukasz Trałka
- Sławomir Wojciechowski
- Marek Zieńczuk
- Flávio Paixão
- Marco Paixão
- Miloš Krasić